# Amandha Sylves
Amandha Marine Sylves, född 29 december, 2000 i Baie-Mahault, Guadeloupe, är en volleybollspelare (center).
Sylves är uppväxt först på Guadeloupe och senare på grannön Saint-Martin. Hon ägnade sig åt judo och tennis innan hon började spela volleyboll. Först spelade hon med den lokala klubben ASCL. Först var hon inget fan då hon var bollrädd och styrketräningen var tuff, men visade sig senare vara en talang. Hon började 2018 spela med France Avenir 2024 i Ligue A. France Avenir 2024 är Institut fédéral de volley-balls lag (ungefär motsvarande RIG Falköping), med hemvist i Toulouse. Under första säsongen spelade hon 25 matcher och gjorde 249 poäng..
Efter en säsong med France Avenir skrev hon, 18 år gammal, skrev hon proffskontrakt med VB Nantes. Detta var först på ett år, men förlängdes. Hon spelade med klubben under två, vilka bland annat spel i CEV Champions League och var tredje mest framgångsrika blockare under andra året i klubben. Under sommaruppehålle 2021 skrev hon på för  Azzurra Volley San Casciano, som spelar i serie A1 (högsta serien) i Italien..
I seniorlandslaget var hon  bland de 14 spelare som kallades upp av förbundskapten Émile Rousseaux till EM 2019 i Turkiet, vilket var hennes första större internationella mästerskap. Turneringen var en besvikelse då laget, trots en seger mot Bulgarien (3-2) i första matchen, slutade sist i sin grupp efter förluster mot Grekland (0-3) och Finland (1-3) och därigenom blev utslagna direkt.
Vid EM 2021 är var hon en del av Frankrikes lag som nådde kvartsfinal, trots att snittåldern bara var 22 år och fyra av spelarna inte var proffs. Detta var Frankrikes bästa resultat sedan 2013. De vann mot Bosnien (3-0) och Belgien (3-1) i gruppspelet och mot Kroatien (3-2) i åttondelsfinalen (där Sylves satte den sista bollen), för att sedan förlora med 3-1 mot Serbien i kvartsfinalen i Belgrad..